# 岐阜県道274号揖斐高原線
岐阜県道274号揖斐高原線（ぎふけんどう274ごう いびこうげんせん）とは、岐阜県揖斐郡揖斐川町内を通る一般県道である。

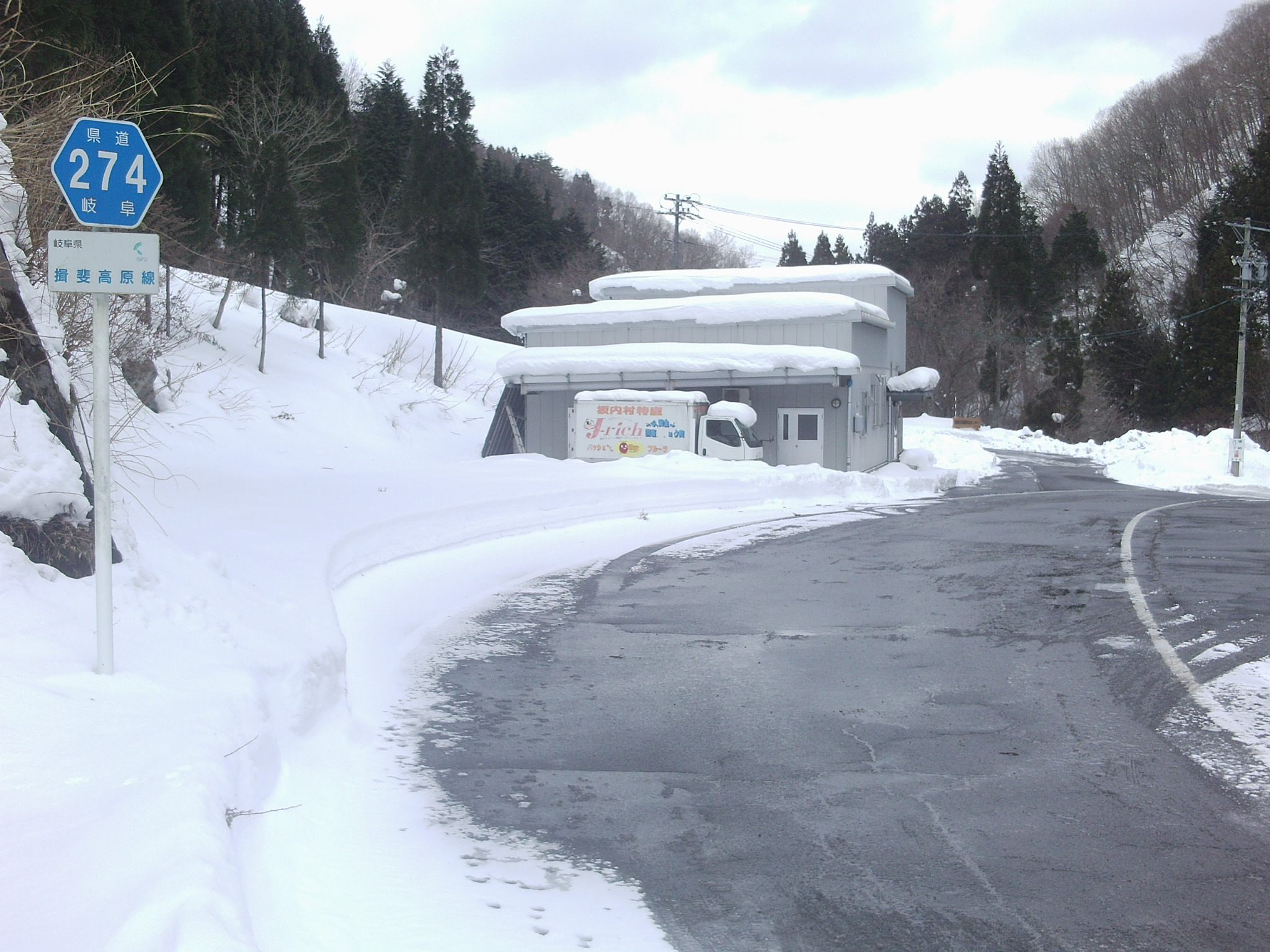
起点揖斐高原の揖斐高原スキー場坂内ゲレンデ付近。

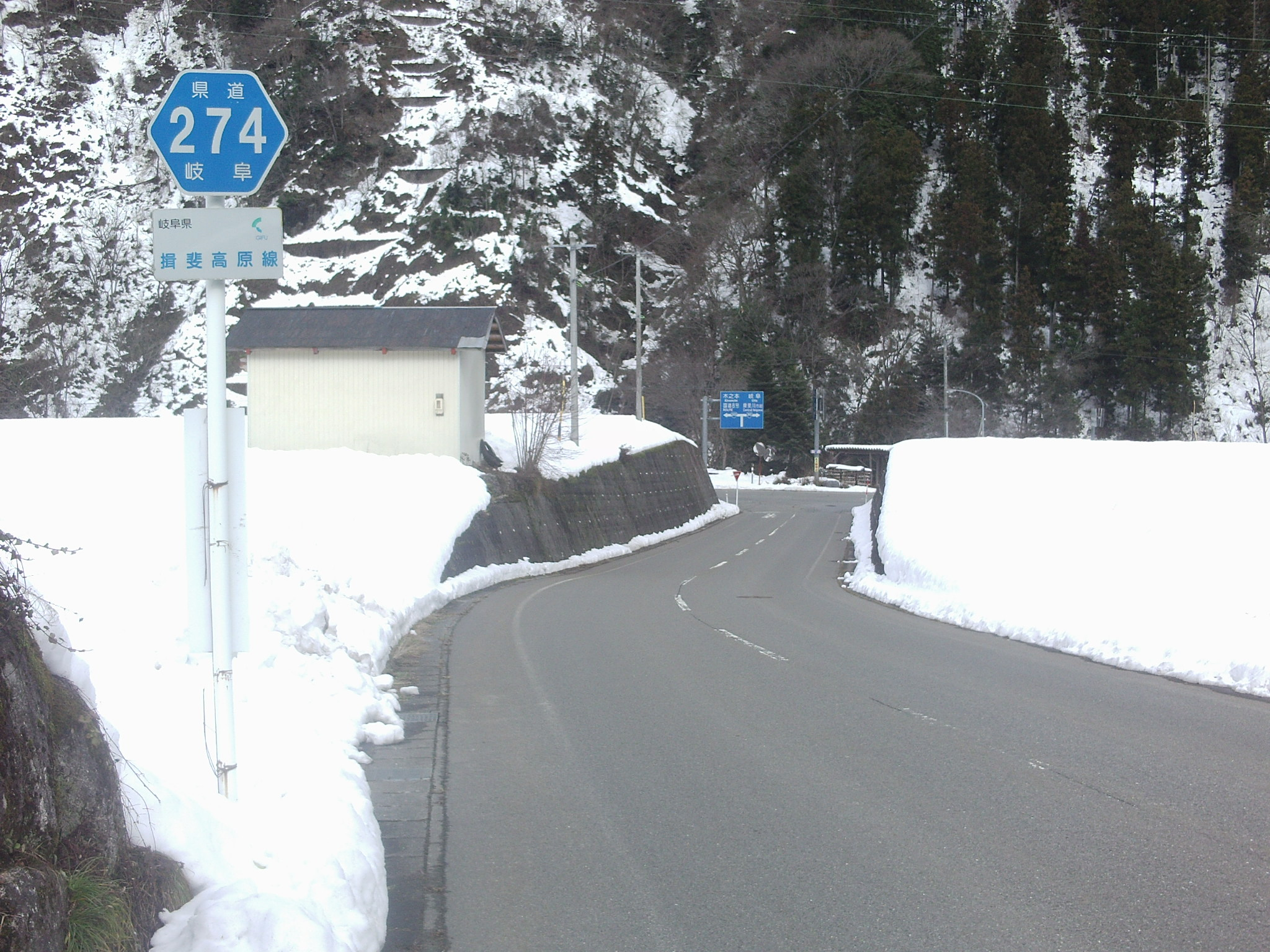
終点付近。突き当たりで国道303号に接する。

## 概要
スキー場などで有名な揖斐高原と、国道303号を結ぶ路線である。
岐阜県揖斐郡揖斐川町坂内坂本の岐阜県道40号山東本巣線交点が起点。付近には揖斐高原スキー場坂内ゲレンデがある。起点から白川（木曽川水系坂内川支流）沿いに北に進み、揖斐郡揖斐川町坂内坂本の国道303号交点が終点。

### 路線データ
- 起点：岐阜県揖斐郡揖斐川町坂内坂本（岐阜県道40号山東本巣線交点）
- 終点：岐阜県揖斐郡揖斐川町坂内坂本（国道303号交点）
- 総延長：7.799km

## 地理
終点付近に坂内川（木曽川水系揖斐川支流）が流れる。

### 通過する自治体
- 岐阜県
  - 揖斐郡
    - 揖斐川町

### 主な接続道路
- 岐阜県道40号山東本巣線（揖斐郡揖斐川町坂内坂本）
- 国道303号（揖斐郡揖斐川町坂内坂本）

## 周辺
- 揖斐高原
- 揖斐高原スキー場坂内ゲレンデ
- 品又峠